# Compressão com perda de dados
Um método de compressão de dados é dito com perda (em inglês lossy data compression) quando a informação obtida após a descompressão é diferente da original (antes da compressão), mas suficientemente "parecida" para que seja de alguma forma útil. Este tipo de compressão é frequentemente utilizado para compactar áudio e vídeo para a internet. Opõe-se à compressão sem perda de dados.

## Perdas generativas
Dependendo do algoritmo aplicado, a compressão com perda de dados pode levar à perda generativa (generation loss), perdendo cada vez mais informações à medida que a compressões são feitas sobre compressões.

## Tipos de compressão com perda de dados
Existem dois esquemas básicos de compressão com perda de dados:
- Em codecs de transformação, amostras de imagem ou som são tomadas, cortadas em segmentos pequenos, transformadas em um novo espaço de base, e quantizadas. Os valores quantizados resultantes são então codificados.
- Em codecs de previsão, dados codificados anteriores ou subsequentes são usados para prever a atual amostra de som ou quadro de imagem. A diferença entre os dados previstos e os reais, junto com qualquer informação extra necessária para reproduzir a previsão, é então quantizada e codificada.

Em alguns sistemas as duas técnicas são combinadas, com codecs de transformação sendo usados para comprimir os sinais diferenciais gerados pelo estágio de previsão.

## Comparação entrecompressão com perdaecompressão sem perdade dados
A vantagem dos métodos de compressão com perda de dados sobre os sem perda de dados é que normalmente consegue-se um ficheiro comprimido de menor dimensão, mantendo, no entanto, uma qualidade mínima em relação ao original, conforme o objectivo que se pretende.
A compressão com perda de dados é normalmente usada em som, imagens e vídeo/animação. A razão de compressão (ou seja, a dimensão do ficheiro comprimido comparado com o original, ou por comprimir) dos codecs de vídeo é quase sempre superior às obtidas em som e imagens fixas. O som pode ser comprimido a uma razão de 10:1 (o ficheiro comprimido ocupa 1 décimo do original), sem perda muito notável de qualidade, como ocorre com o formato de som em MP3 ou WMA (Windows Media Audio), com taxas de até 320 Kbps de áudio (um CD contém dados de áudio a 1411,2 Kbps). Já o vídeo pode ser comprimido a uma razão 300:1. As imagens fixas são normalmente comprimidas a uma razão de 10:1, tal como no som, mas neste caso a qualidade é bastante afetada, optando-se normalmente por uma razão menor, 2:1, por exemplo.
Quando um utilizador recebe um ficheiro comprimido com perda de dados, (por exemplo, para reduzir o tempo de download), esse ficheiro posteriormente descomprimido pode ser bem diferente do original ao nível do bit e, no entanto, ser quase idêntico numa observação normal para o olho ou ouvido humano.
Muitos métodos /algoritmos de compressão recorrem a limitações da anatomia humana tomando em conta, por exemplo, que o olho humano apenas pode visionar certas frequências da luz.
O modelo psicoacústico descreve como o som pode ser muito comprimido sem que se perceba a degradação da qualidade do sinal sonoro. 
Os erros/falhas, causados pela compressão com perda de dados, que sejam perceptíveis para o olho ou ouvido humano são conhecidos por artefactos de compressão (compression artifacts).

## Métodos de compressão com perda de dados
- Imagens fixas
  - Fractal compression
  - JPEG
  - JPEG 2000, sucessor do JPEG.
  - Wavelet compression
  - Cartesian Perceptual Compression (CPC)
  - DjVu
  - ICER, utilizado pelo Mars Rovers: relacionado com JPEG2000 em seu uso de wavelets
- Filmes/animações
  - Flash (também suporta JPEG sprites)
  - H.261
  - H.263
  - H.264/MPEG-4 AVC
  - MNG (suporta JPEG sprites)
  - Motion JPEG
  - MPEG-1 Part 2
  - MPEG-2 Part 2
  - MPEG-4 Part 2
  - Ogg Theora (sem restrições de patentes)
  - Sorenson video codec
  - VC-1
- Som
  - Música
    - AAC - utilizado pela Apple Computer
    - ADPCM
    - ATRAC
    - Dolby AC-3
    - DTS
    - MP2
    - MP3
    - Musepack
    - Ogg Vorbis (sem restrições de patentes)
    - Windows Media Audio (WMA)- criado pela Microsoft
    - Opus

  - Voz
    - CELP
    - G.711
    - G.726
    - HILN
    - Adaptive Multi-Rate (AMR) (used by GSM cell carriers, such as T-Mobile)
    - Speex (sem restrições de patentes)
    - Opus

- Outros tipos de dados- Tecnicamente, reduzir o tamanho do texto removendo todas as vogais também pode ser considerado compressão com perda de dados. O texto geralmente ainda é legível pelo contexto dado pelas consoantes. Pesquisadores também usaram compressão com perda de dados em texto por ou usar um dicionário para substituir palavras pequenas por grandes, ou técnicas geradoras de texto , embora esses possam cair na categoria relacionada de Conversão com perda de dados.